# Nowa Wieś Przywidzka
Nowa Wieś Przywidzka (deutsch: Neuendorf, ab 1920 Hochneuendorf; kaschubisch Przëwidzkô Nowô Wies) ist ein Dorf in der Landgemeinde Przywidz im Powiat Gdański der Woiwodschaft Pommern in Polen. Es liegt in der Kaschubischen Schweiz.

## Geographie
Nowa Wieś liegt etwa 8 km östlich der Wieżyca (Turmberg). Es liegt auf einer Endmoräne auf einer mittleren Höhe von 240 m.

## Geschichte
Als Nowa Wieś (Neues Dorf) wurde der Ort zwischen 1570 und 1600 gegründet. Im Jahr 1604 besteht er bereits, nach einer Steuerliste von 1570 noch nicht. Die Gegend gehörte damals zu Polnisch-Preußen und wurde von der Starostei Schöneck aus verwaltet. Deutsche Siedler aus Pommern wurden hier angesiedelt. Zuvor lebten in den umliegenden Wäldern bereits vereinzelt Aschenbrenner, Köhler und Glasmacher. Ansonsten war diese höhergelegene Waldgegend bis dahin nicht besiedelt.
In den ersten Jahrzehnten nach seiner Gründung litten die Bewohner von Neuendorf unter dem Polnisch-Schwedischen Krieg (1629) und dem Zweiten Nordischen Krieg (1655).
1664 wird davon berichtet, dass auf vier Grundstücken zwei von ehemals vier Bauernfamilien leben. Die Bevölkerung halbierte sich also infolge der Kriege.
Bis 1772 und in den Jahren davor war die kaschubische Kleinadels-Familie 'von Lewinski' Pächter des Ortes. Zu dieser Zeit lebten elf Familien im Ort, die ausschließlich protestantisch waren. In diesem Jahr kam die Gegend um Neuendorf im Zuge der Ersten Teilung Polens zum Königreich Preußen. Die Pacht der Familie 'von Lewinski' endete und der Ort wurde ein 'königliches Dorf' des Domänenamtes Schöneck. Ein Michael Koschnitzke ließ sich in diesen Jahren mit seinen Söhnen hier nieder und wurde Dorfschulze. Neuendorf gehörte ab 1818 zum preußischen Kreis Karthaus im Regierungsbezirk Danzig (Provinz Westpreußen).

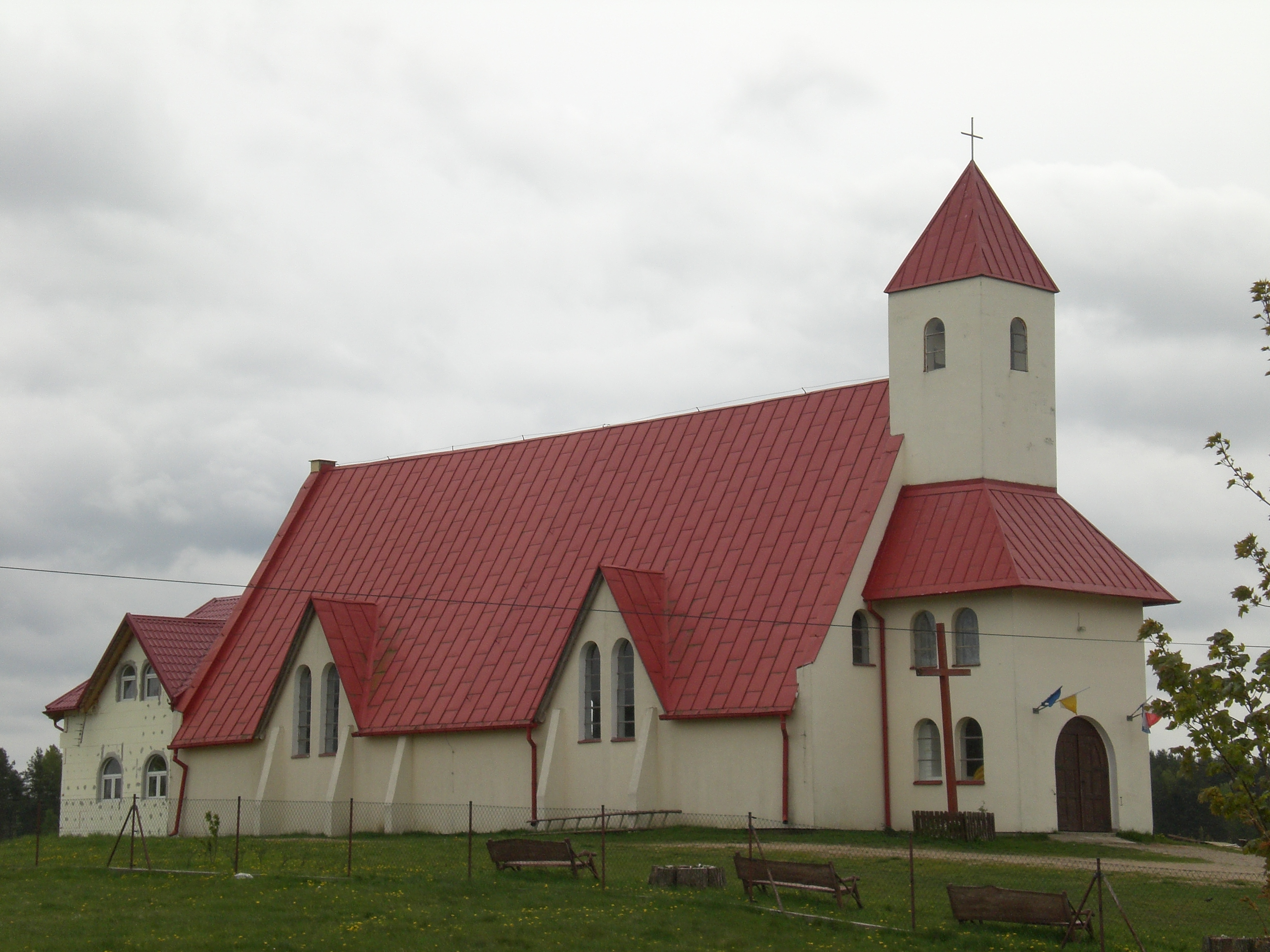
Die Kirche in Nowa Wieś Przywidzka

1820 wohnen 63 Menschen im Ort und erst in den folgenden Jahren zogen die ersten Katholiken zu. Allerdings handelte es sich dabei, den Familiennamen nach, um katholische Deutsche und nicht um katholische Kaschuben. Die protestantischen Einwohner gingen in diesen Jahren nach Schönberg (heute: Szymbark) und Rheinfeld in die Kirche. War im 17. Jahrhundert noch Gorrenschin die zuständige Pfarrei, besteht heute eine eigene Kirche in Nowa Wieś. Im Jahr 1864 überschritt die Einwohnerzahl bereits 350 Personen.
Um 1868 besteht bereits eine Schule im Dorf. Seit Einführung der Schulpflicht sind die Kinder aus Neuendorf in den Nachbarort Kamehlen gegangen, wo bereits um das Jahr 1800 eine Schule bestand. 1871 kam Neuendorf als Teil Preußens zum Deutschen Kaiserreich. 1886 sind etwa 30 Bauernfamilien im Ort ansässig.
1914 nahm Neuendorf zehn Familien auf, welche aus Ostpreußen geflüchtet waren, als dort die Russische Armee eingedrungen war. Dreißig Einwohner von Neuendorf nahmen am Ersten Weltkrieg teil.
Anderthalb Jahre nach dem Ersten Weltkrieg, im Januar 1920, wechselte Neuendorf aufgrund der Bestimmungen des Versailler Vertrags zum Kreis Danziger Höhe und mit diesem zum Mandatsgebiet Danzig des Völkerbundes. Der Ortsname wurde in Hohenneuendorf geändert. 1939 annektierte das Dritte Reich in einem völkerrechtlich nicht anerkannten Akt das Mandatsgebiet und verleibte es dem neu errichteten besatzungsamtlichen Danzig-Westpreußen ein, zu dem Mariensee als Teil des neuen Landkreises Danzig bis Ende des Zweiten Weltkriegs gehörte. Bis 1945 bestanden die meisten Gebäude von Neuendorf aus Fachwerk und waren mit Stroh gedeckt.
Gegen Ende des Zweiten Weltkriegs wurde die Region im Frühjahr 1945 von der Roten Armee besetzt. Am 10. März 1945 verhaftete die Rote Armee einige Dorfbewohner zur Deportation in die Sowjetunion, wovon nur eine geringe Anzahl zurückkehrte. Im Sommer 1945 übergab die sowjetische Besatzungsmacht das Dorf gemäß dem Potsdamer Abkommen in polnische Verwaltung. Für Hohenneuendorf wurde die polnische Ortsbezeichnung Nowa Wieś Przywidzka eingeführt. Soweit die Einwohner deutscher Ethnizität nicht geflohen waren, wurden sie in der Folgezeit größtenteils aus Nowa Wieś Przywidzka vertrieben.

### Demographie
| Jahr | Einwohnerzahl | Anmerkungen |
| ---- | ------------- | --- |
| 1818 | 064           | [ 3 ] |
| 1840 | 112           | in 15 Häusern |
| 1864 | 354           | am 3. Dezember                                                                                                   |
| 1910 | 366           | am 1. Dezember, davon 316 Evangelische und 49 Katholiken (316 mit deutscher, 46 mit kaschubischer Muttersprache) |

## Etymologie des Ortsnamens
1664 Nowa Wies 1772 Neudorf, nach 1920 Neuendorf (Höhe), seit 1945 Nowa Wieś Przywidzka.
Ende 1939 wurden die beiden Landkreise Danziger Höhe und Danziger Niederung im Landkreis Danzig vereinigt. Zur Unterscheidung mehrerer verschiedener Neuendorfs wurde der Ort ab 1942 Hochneuendorf genannt. In der Mundart der deutschen Bewohner, dem Höhen-Platt, nannten die Einheimischen ihren Ort bis 1945 Nijedärp.